# Liza Lapira
Liza Lapira (New York, 3 dicembre 1981) è un'attrice statunitense.

## Biografia
È di origini filippine, spagnole e cinesi. Si trasferisce a Los Angeles nel 2004. Appare nella serie televisiva Huff, nel film di Tony Scott Domino e in The Big Bad Swim, presentato al Tribeca Film Festival del 2006, più altri ruoli in varie produzioni, tra cui il detective Lu nella serie Law & Order - Unità vittime speciali. Nel biennio 2009-2010 ha lavorato nella serie di Joss Whedon Dollhouse, nel ruolo di Ivy. Nel 2024 viene scelta per dare la voce a Disgusto nel film d'animazione Disney e Pixar Inside Out 2, subentrando a Mindy Kaling, doppiatrice del personaggio nella prima pellicola.

## Filmografia

### Cinema
- Autumn in New York, regia di Joan Chen (2000)
- Brown Sugar, regia di Rick Famuyiwa (2002)
- Domino, regia di Tony Scott (2005)
- The Big Bad Swim, regia di Ishai Setton (2006)
- LA Blues, regia di Ian Gurvitz (2007)
- Cloverfield, regia di Matt Reeves (2008)
- 21, regia di Robert Luketic (2008)
- Fast & Furious - Solo parti originali (Fast & Furious), regia di Justin Lin (2009)
- Tre, numero perfetto (Table for Three), regia di Michael Samonek (2009)
- Repo Men, regia di Miguel Sapochnik (2010)
- See You in September, regia di Tamara Tunie (2010)
- Crazy, Stupid, Love, regia di Glenn Ficarra e John Requa (2011)
- The Happiest Person in America, regia di Sara Israel - cortometraggio (2012)
- Someone Marry Barry, regia di Rob Pearlstein (2014)
- Quando arriva l'amore (A Little Something for Your Birthday), regia di Susan Walter (2017)
- The Samuel Project, regia di Marc Fusco (2018)
- Modern Persuasion, regia di Alex Appel e Jonathan Lisecki (2020)
- Inside Out 2, regia di Kelsey Mann (2024) - voce

### Televisione
- Law & Order - I due volti della giustizia (Law & Order) – serie TV, episodio 11x14 (2001)
- The Education of Max Bickford – serie TV, episodio 1x8-1x14 (2001-2002)
- Queens Supreme – serie TV, episodio 1x05 (2003)
- Sex and the City – serie TV, episodio 6x04 (2003)
- Senza traccia (Without a Trace) – serie TV, episodio 2x18 (2004)
- I Soprano (The Sopranos) – serie TV, episodio 5x06 (2004)
- Strepitose Parkers (The Parkers) – serie TV, episodio 5x19 (2004)
- Huff – serie TV, 21 episodi (2004-2006)
- Dr. Miracles – serie TV (2006)
- Grey's Anatomy – serie TV, episodio 3x06 (2006)
- Detective Monk (Monk) – serie TV, episodio 5x16 (2007)
- Law & Order - Unità vittime speciali (Law & Order: Special Victims Unit) – serie TV, 6 episodi (1999-2007)
- E.R. - Medici in prima linea (ER) – serie TV, episodi 14x19-15x4 (2008)
- Dexter – serie TV, 5 episodi (2008)
- NCIS - Unità anticrimine (NCIS: Naval Criminal Investigative Service) – serie TV, 12 episodi (2006-2008)
- See Kate Run, regia di Dean Parisot – film TV (2009)
- Dollhouse – serie TV, 10 episodi (2009-2010)
- Traffic Light – serie TV, 13 episodi (2011)
- Psych – serie TV, episodio 6x13 (2012)
- Drop Dead Diva – serie TV, episodio 4x04 (2012)
- Non fidarti della str**** dell'interno 23 (Don't Trust the B---- in Apartment 23) – serie TV, 14 episodi (2012-2013)
- Royal Pains – serie TV, episodio 5x01 (2013)
- Super Fun Night – serie TV, 17 episodi (2013-2014)
- Blue Bloods – serie TV, episodio 4x16 (2014)
- Power – serie TV, episodio 1x06 (2014)
- Battle Creek – serie TV, 12 episodi (2015)
- The Perfect Stanleys, regia di Pamela Fryman – film TV (2015)
- Un diavolo di angelo (Angel from Hell) – serie TV, episodio 1x01 (2016)
- Come sopravvivere alla vita dopo la laurea (Cooper Barrett's Guide to Surviving Life) – serie TV, 13 episodi (2016)
- Pearl, regia di Jim Field Smith – film TV (2016)
- Con Man – serie TV, 7 episodi (2015-2017)
- 9JKL - Scomodi vicini (9JKL) – serie TV, 16 episodi (2017-2018)
- Animal Kingdom – serie TV, episodio 3x04 (2018)
- The Good Doctor – serie TV, episodio 2x03 (2018)
- NCIS: New Orleans – serie TV, episodio 5x15 (2019)
- Empire – serie TV, episodio 5x12 (2019)
- Unbelievable – miniserie TV, 6 puntate (2019)
- Nancy Drew – serie TV, 4 episodi (2019-2020)
- The Equalizer – serie TV, 74 episodi (2021-2025)

## Doppiatrici italiane
Nelle versioni in italiano delle opere in cui ha recitato, Liza Lapira è stata doppiata da:
- Roberta De Roberto in Non fidarti della str**** dell’interno 23, Come sopravvivere alla vita dopo la laurea, Modern Persuasion,  Must Love Christmas
- Federica De Bortoli in Grey's Anatomy
- Rachele Paolelli in Detective Monk
- Barbara Pitotti in Dexter
- Perla Liberatori in NCIS - Unità anticrimine
- Maria Letizia Scifoni in Repo Men
- Eleonora Reti in Psych
- Lilli Manzini in Quando arriva l'amore
- Ilaria Latini in NCIS: New Orleans
- Mattea Serpelloni in Unbelievable
- Giò Giò Rapattoni in The Equalizer

Da doppiatrice è sostituita da:
- Veronica Puccio in  Inside Out 2, Dream Productions